# 春陽斎北敬
春陽斎 北敬（しゅんようさい ほっけい、生没年不詳）とは、江戸時代の大坂の浮世絵師。

## 来歴
春好斎北洲の門人、大坂の人。作画期は文化10年（1813年）から文政元年（1818年）にかけてで、役者絵を残す。春陽または春陽斎と号し、文政元年に北敬、謹太楼の号と東山閣の印章を用いる。

## 作品
- 「よしざね・嵐吉三郎」　大判錦絵　池田文庫所蔵　※文化10年4月、大坂角の芝居『小野道風青柳硯』より
- 「けいせい瀬川・叶みんし」　大判錦絵　池田文庫所蔵　※文化11年正月、角の芝居『けいせい筑紫■』より[1]
- 「真柴久よし・嵐吉三郎」　大判錦絵　池田文庫所蔵　※文化11年8月、角の芝居『比良嶽雪見陣立』より
- 「瀬川将げん・嵐冠十郎」　大判錦絵　池田文庫所蔵　※同上
- 「能登守のりつね・嵐吉三郎」　大判錦絵　池田文庫所蔵　※文化12年8月、大坂中の芝居『勝鬨莩源氏』より
- 「与次郎・中村歌右衛門」　大判錦絵　※文化14年4月、角の芝居『猿廻門出諷』より
- 「はいかいし千代・あらし小六　まつだやましろ・あらし吉三郎」　横大判錦絵　池田文庫所蔵　※文化15年正月、中の芝居『加々見山廓写本』より
- 「奴妻平・嵐吉三郎　秋月大膳・嵐吉三郎」　大判錦絵2枚続　池田文庫所蔵　※文化13年2月、中の芝居『園雪恋組題』より
- 「ごふくや十兵衛・あらし吉三郎　ぬまづの平さく・あさを工左衛門」　横大判錦絵　池田文庫所蔵　※文政元年10月、中の芝居『伊賀越道中双六』より
- 「小はぎ実はあつもり・萩野錦子」　大判2枚続の内　池田文庫所蔵　※文政元年5月、大坂堀江市の側芝居『須磨都座平躑躅』より